# Perenna
A Perenna női név egy római mitikus alak, Anna Perenna nevéből ered, amelynek jelentése: örök, állandó.

## Gyakorisága
Az 1990-es években szórványos név, a 2000-es években nem szerepel a 100 leggyakoribb női név között.

## Névnapok
- március 15.[2]
- június 24.[2]
- november 13.[2]